# Mets de Syracuse
Les Mets de Syracuse (en anglais : Syracuse Mets) sont une équipe de ligue mineure de baseball basée à Syracuse (New York). Affiliés à la formation de MLB des Mets de New York, les Mets jouent au niveau Triple-A en International League. Fondée en 1934, l'équipe évolue depuis 1997 au NBT Bank Stadium (11 000 places). De 1934 à 1996, ils jouèrent au MacArthur Stadium. Le club porta le surnom de SkyChiefs entre 1996 et 2006 avant de retrouver son nom d'origine à partir de décembre 2006 jusqu'en 2018 pour devenir à partir de 2019 les Mets.

## Palmarès

Logo de 2007 à 2018

- Champion de l'International League : 1935, 1942, 1943, 1947, 1954, 1969, 1970 et 1976.
- Vice-champion de l'International League : 1946, 1948, 1951, 1964, 1974, 1975, 1979, 1989 et 1994.